# Alexis Deloche
Alexis Louis Deloche, dit Alexis Deloche, né le 1er septembre 1855 à Lyon et mort le 15 juillet 1931 à Nanterre, est un journaliste libraire, militant blanquiste et homme politique socialiste.

## Biographie
Né en 1855, Alexis Deloche s'implique très jeune dans le mouvement socialiste lyonnais. Déjà le 13 août 1870, il participe à une manifestation contre le Second Empire dans le quartier de la Croix-Rousse qui dégénère en émeute. Arrêté avec une quinzaine de manifestants et incarcéré, il est délivré avec la proclamation de la République française du 4 septembre 1870 et la chute de l'Empire. Après la guerre de 1870, son oncle Christophe Deloche est fusillé le 23 mai 1871 pour avoir participé au meurtre du commandant de la Garde Nationale Arnaud durant la Commune de Lyon.
En 1875, Deloche réalise son service militaire puis, à partir de 1878, rejoint le parti blanquiste lyonnais et devient, en 1879, le secrétaire du comité chargé de présenter la candidature de Auguste Blanqui. Il participe dans le même temps à un cercle socialiste dans le quartier de la Croix-Rousse et au Cercle d’Études sociales. Il se rapproche dans le même temps des anarchistes et des militants du Parti ouvrier français (POF) et assiste régulièrement aux réunions publiques.

Le 15 janvier 1889, il se marie avec Jeanne (Lucie) Eudes, la fille du leadeur blanquiste Émile Eudes (ils divorceront le 4 juillet 1895 et Jeanne Eudes se remariera avec le blanquiste Adrien Farjat), rallie la même année le boulangisme comme de nombreux blanquistes lyonnais et devient un de ses plus actifs propagandiste dans le Rhône. En 1890, la rupture avec les socialistes non-boulangistes se fait sentir le 6 janvier 1890 lors d'un meeting tenu à la Croix-Rousse devant 600 personnes réunies à la Brasserie Française, rue des Ecoles. En effet, Deloche durant son discours prends violemment à partie Christophe Thivrier, Valentin Couturier et Félix Lachize alors présent leur reprochant leur malveillance à l’égard du boulangisme. Il déclara que: 
"Je voudrais 500 députés boulangistes qui voteraient 500 000 francs pour les grévistes de Cours. Ce que je veux ce n’est pas la question économique, c’est la révolution (...) Cassagnac me donnerait des munitions, je ne les refuserais pas".

## Sources
1. ↑  Maurice Moissonnier, « Lyon communard »
2. 1 2  Ernest Vaughan, « Souvenirs sans regrets: L'administration de l'Aurore », L'Aurore,‎ 2 mai 1901, page 1 (lire en ligne)
3. ↑  « Exécution de Deloche », Le Petit Marseillais,‎ 26 mais 1870, page 3 (lire en ligne)
4. ↑  Séverine Georges, « Alexis Louis Deloche »
5. ↑  Maurice Moissonnier, « Les chemins d'une mutation: Neuf mois de grève à Cours (1889-1890) », Cahiers d'histoire de l'institut de recherches marxistes, no 33,‎ 1988, page 41 (lire en ligne)